# Chord Overstreet
Pour les articles homonymes, voir Overstreet.
Chord Overstreet, né le 17 février 1989, à Nashville, dans le Tennessee, est un acteur, chanteur, musicien et compositeur américain .
Il accède à la reconnaissance en 2009 par son incarnation de Sam Evans dans la série télévisée Glee.

## Biographie

### Enfance et formation
Chord Paul Overstreet est le fils de Julie Miller, maquilleuse professionnelle, et de Paul Overstreet, un auteur-compositeur-interprète de musique country,. Troisième d'une famille de six enfants, 1 frère (Nash) et 4 sœurs (Harmony, Skye, Summer et Charity), il a été prénommé Chord (accord en français) en référence aux trois notes qui composent un accord car il est le troisième enfant de sa famille. Son frère Nash est également musicien, et fait partie du groupe Hot Chelle Rae,. Encouragé par ses parents à persévérer dans le monde de la musique, il commence à jouer de la mandoline très tôt, puis s'essaie à la batterie et à la guitare. Il écrit également des chansons, mais n'est engagé auprès d'aucune maison de disques. Lorsqu'il était adolescent, il a été modèle dans des publicités pour les marques Famous Footwear et Gap.

## Vie privée
D'avril 2011 à mai 2012 il est en couple avec l'actrice americaine Emma Roberts, nièce de l'actrice Julia Roberts.
Il a été en couple avec l'actrice Emma Watson. 

### Carrière
L'acteur a été révélé par la série Glee (série télévisée), où il incarne Sam Evans, un des personnages principaux.

## Filmographie, vidéographie

### Télévision
- 2009 : Private : Josh Hollis (11 épisodes)
- 2009 : iCarly : Eric (1 épisode)
- 2010-2015 : Glee : Sam Evans (rôle principal - 91 épisodes)
- 2011 : The Middle : Ralph Wilkerson : Professeur de Brick (1 épisode)
- 2013 : Regular Show : Dusty B (voix) (1 épisode)
- 2020 : De celles qui osent : Evan Sloan
- 2022 : Noël tombe à pic : Jake Russell
- 2024 : Doctor Odyssey : Sam

### Cinéma
- 2009 : The Hole de Joe Dante : Adam
- 2011 : A Warrior's Heart : Dupree
- 2011 : Glee ! On Tour : Le Film 3D (Glee: The 3D Concert Movie) : Sam Evans
- 2015 : 4th Man Out : Nick
- 2020 : The Swing of Things de Matt Shapira : Tom

### Clips Musicaux
- 2011 : Tonight Tonight de Hot Chelle Rae
- 2016 : Bacon de Nick Jonas
- 2017 : Hold On de lui-même

## Discographie
L'interprétation de Billionaire réalisée par Chord Overstreet a été éditée en single, et classée dans les meilleures ventes dans plusieurs pays : 15e place en Irlande, 24e place au Canada, 28e place aux États-Unis, 34e place en Australie,,,.
Son interprétation de Lucky a également été diffusée en single.
Il apparaît dans le clip des Hot Chelle Rae Tonight Tonight au côté de son frère Nash Overstreet (guitariste des Hot Chelle Rae).
Le titre Hold On a été diffusé dans l'ultime épisode de la série télévisée américaine Vampire Diaries en 2017.

### Singles
| Année | Single                                      |
| ----- | ------------------------------------------- |
| 2016  | Homeland                                    |
| 2016  | All I Want for Christmas Is a Real Good Tan |
| 2017  | Hold On                                     |

## Distinctions

### Récompenses
- 2013 :  Teen Choice Awards lauréat dans la catégorie « Meilleur second rôle comique à la télévision »

### Nominations
- 2011 : Nommé aux Screen Actors Guild Awards dans la catégorie « Meilleure Performance par un groupe dans une série comique avec Glee »
- 2012 : Nommé aux Screen Actors Guild Award dans la catégorie « Révélation masculine »
- 2012 : Nommé aux Hollywood Teen TV Awards dans la catégorie « Meilleur révélation »
- 2012 : Nommé aux Grammy Awards  dans la catégorie « Meilleure Compilation de bande de son pour un média visuel avec l'album Glee: The Music, Volume 4 »
- 2013 : Nommé aux Screen Actors Guild Award dans la catégorie « Meilleure Performance par un groupe dans une série comique avec Glee »
- 2014 : Nommé aux Teen Choice Awards dans la catégorie « Meilleur acteur comique à la télévision »

## Doublage francophone

### En France
- Antoine Schoumsky : 
  - Glee (série télévisée)